# Oleksandr Kasik
Oleksandr Wiktorowytsch Kasik (ukrainisch Олександр Вікторович Казік; * 22. Oktober 1996) ist ein ukrainischer sehbehinderter Skilangläufer und Biathlet, der an den Winter-Paralympics 2018 und 2022 teilgenommen hat.

## Karriere
Er gab sein paralympisches Debüt für die Ukraine während der Winter-Paralympics 2018. Oleksandr Kasik holte sich zwei Silbermedaillen beim Biathlon über 12,5 km und 15 km. Bei den Winter-Paralympics 2022 gewann er eine Goldmedaille beim 12,5 Kilometer-Biathlon und eine Silbermedaille beim 6-km-Biathlon.
Bei den Para-Schneesport-Weltmeisterschaften 2021 in Lillehammer, Norwegen gewann er die Bronzemedaillen beim 6 km Biathlon und beim 12,5 km Biathlon. Sein Begleitläufer war Serhij Kutscherjavyj. Bei den Weltmeisterschaften 2023 in Östersund gewann er drei Biathlon-Goldmedaillen über 7,5 km, 10 km und 12,5 km sowie Langlauf-Bronze im Sprint und über 10 km Freistil.